# Chemical Surf
Chemical Surf é um duo brasileiro de produtores de música eletrônica, formado por Lucas e Hugo Sanches.
Conhecidos por grandes apresentações em festivais como Tomorrowland, Rock In Rio, Lollapalooza, Creamfields  e com turnês constantes ao redor do mundo em seu currículo, o duo acumula mais de 400 milhões de streams nas plataformas de streaming, com destaque para hits como "Hey Hey Hey", "Pararam", "I Wanna Do", "Feeling Good", "Terremoto", entre muitos outros.
O duo já produziu e lançou faixas com artistas como Tiësto, Kaskade, Gabriel O Pensador, Vintage Culture bem como Afrojack, Steve Aoki e R3hab. As músicas de Chemical Surf foram lançadas por alguns dos maiores selos do planeta, como Spinnin' Records, STMPD, DimMak, Musical Freedom, Armada, Sony Music, entre outros.

## Discografia

### Principais Singles
- "Hey Hey Hey" (2017)
- "Feeling Good" (2017)
- "I Wanna Do" (2019)
- "Pararam" (2019)
- "Terremoto" (2020)
- "Interstelar" (2020)